# ストーク・シティFCの選手一覧
ストーク・シティFCの選手一覧は、ストーク・シティFCに所属した経験のある選手の一覧。

## 過去に在籍した選手・スタッフ

### 選手

#### GK
| - レイ・リッチモンド・ルース - ゴードン・バンクス (1967 - 1972) - ピーター・シルトン (1974 - 1977) | - ブルース・グロベラー (1993) - ベン・フォスター (2001 - 2005) - エト・デ・フーイ (2003 - 2006) | - カルロ・ナッシュ (2008, 2010 - 2013) - ジャック・バトランド (2013 - ) - シェイ・ギヴン (2015 - ) |

#### DF
| - スティーブン・トゥイード - マイケル・デュベリー - リー・ディクソン | - ダニー・ヒギンボサム - アブドゥライ・ファイ | - マシュー・アップソン - ケヴィン・ヴィマー |

#### MF
| - トニー・ヘンリー - グレアム・カヴァナ - ヨシップ・スココ - パトリック・ベルゲル | - サリフ・ディアオ - リー・マーティン - ロリー・デラップ - ディエゴ・アリスメンディ | - ディーン・ホワイトヘッド - ジャーメイン・ペナント - スティーヴン・アイルランド |

#### FW
| - スタンリー・マシューズ - フレディ・スティール - ジェフ・ハースト - ケンワイン・ジョーンズ | - ママディ・シディベ - リカルド・フラー - デイヴ・キットソン - ショラ・アメオビ | - ジェームズ・ビーティー - マイケル・オーウェン - ピーター・オデムウィンギー - ヨン・グイデッティ |